# Crinipes abyssinicus
Crinipes abyssinicus är en gräsart som först beskrevs av Ferdinand von Hochstetter och Achille Richard, och fick sitt nu gällande namn av Ferdinand von Hochstetter. Crinipes abyssinicus ingår i släktet Crinipes, och familjen gräs.
Artens utbredningsområde är Etiopien. Inga underarter finns listade i Catalogue of Life.